# Česká společnost aktuárů
Česká společnost aktuárů je sdružení aktuárů v Česku. Zaměřuje se na podporu vzdělávání a výzkumu v oboru pojistné matematiky a zprostředkovává společenské a profesionální kontakty mezi aktuáry.
Společnost je plným členem Mezinárodní aktuárské asociace a Evropské aktuárské asociace. V roce 2022 měla necelých 330 členů, z toho asi 110 certifikovaných, tj. držitelů Osvědčení o způsobilosti vykonávat aktuárskou činnost. Předsedou společnosti je Jan Šváb.

## Historie

### Spolek československých pojistných techniků
Pojistná matematika začala být vyučována na ČVUT v Praze v roce 1904 a první studenti obor absolvovali v roce 1907. Do roku 1918 ukončilo studium více než 170 absolventů.
Po vzniku samostatného Československa byl 27. února 1919 založen Spolek československých pojistných techniků. Spolek se zaměřoval na sdružování pojistných techniků a podporu a prosazování zájmů odborníků z oboru pojistné matematiky a statistiky.
Spolek byl členem Stálého výboru Mezinárodních kongresů pojistných matematiků (předchůdce dnešní Mezinárodní aktuárské asociace) a 18 československých aktuárů se zúčastnilo prvního poválečného Mezinárodním kongresu aktuárů v Londýně v roce 1927.
V roce 1936 měl Spolek československých pojistných techniků asi 250 členů a jeho dlouholetým předsedou byl Václav Choděra.
Po druhé světové válce a komunistickém převratu v roce 1948 v zestátněném pojišťovnictví aktuáři nebyli potřeba a spolek zanikl.

### Česká společnost aktuárů
Česká společnost aktuárů byla založena v roce 1992, aby pokračovala v aktivitách Spolku československých pojistných techniků. Od začátku úzce spolupracovala s Oddělením pojistné a finanční matematiky na MFF UK v Praze. Společnost a univerzita společně organizují Aktuárský seminář, dříve Seminář z aktuárských věd. Zkoušky na univerzitě jsou také obvyklým způsobem, jak získat Osvědčení o způsobilosti vykonávat aktuárskou činnost, ekvivalent full membership v zahraničních společnostech.
Společnost také reprezentuje české aktuáry v mezinárodní aktuárské komunitě. V roce 1998 se stala plným členem Mezinárodní aktuárské asociace a po vstupu země do Evropské unie v roce 2004 také plným členem Evropské aktuárské asociace (dříve Groupe Consultatif).
V roce 2019 oslavila Česká společnost aktuárů sté výročí existence aktuárské společnosti v zemi. Při této příležitosti společnost zorganizovala konferenci ke 100. výročí založení Spolku československých pojistných techniků a vytvořila webové stránky propagující pojistnou matematiku.

## Členství ve společnosti
Česká společnost aktuárů umožňuje tři druhy členství:
- Člen
- Čestný člen
- Přidružený člen

Společnost uděluje členům Osvědčení o způsobilosti vykonávat aktuárskou činnost, které je uznávané členy Evropské aktuárské asociace v rámci Dohody o vzájemném uznávání. Osvědčení (certifikát) se uděluje obvykle po splnění následujících podmínek:
- Složení zkoušek předepsaných společností
- Tři roky úspěšné aktuárské praxe, během kterých aktuár získal hlubší znalosti v určité oblasti specializace

Od roku 2021 společnost také uděluje osvědčení Chartered Enterprise Risk Actuary (CERA), které je nadstavbou aktuárského osvědčení.
V roce 2022 měla společnosti 329 členů, z toho 112 držitelů Osvědčení o způsobilosti vykonávat aktuárskou činnost.

## Kvalifikační požadavky
Společnost požaduje po žadatelích o Osvědčení o způsobilosti vykonávat aktuárskou činnost vysokoškolské vzdělání v následujících oblastech:
- Matematický základ oboru
- Základy ekonomie
- Životní pojištění
- Neživotní pojištění
- Teorie rizika
- Úvod do financí
- Finanční management
- Stochastické finanční modely
- Účetnictví pojišťoven
- Pojistné právo
- Kvantitativní řízení rizik a akuárská praxe v modelování a řízení rizik
- Profesionalismus

Odpovídající vzdělání lze získat buď studiem na MFF UK, nebo absolvováním ekvivalentních předmětů vyučovaných jinými vzdělávacími institucemi.
Rozsah požadavků na vzdělání odpovídá Core Syllabu Evropské aktuárské asociace.

## Předsedové společnosti
- 1992–1995 Jaroslav Dostal
- 1995–2003 Petr Mandl
- 2003–2010 Jiří Fialka
- 2010–2013 Petr Bohumský
- 2013–2025 Jan Šváb